# New Slains Castle
Slains Castle, auch bekannt als New Slains Castle, um es von dem nahen Old Slains Castle zu unterscheiden, ist eine Schlossruine in Aberdeenshire, Schottland. An einer felsigen Küste, rund einen Kilometer östlich von Cruden Bay gelegen, überwacht es die Nordsee. Den Kern des Schlosses markiert ein Wohnturm, erbaut vom neunten Earl of Erroll im 16. Jahrhundert. Mehrmals wurden bedeutende Sanierungs- und Umbaumaßnahmen durchgeführt, zuletzt 1837, als es im Scots Baronial Style wiederaufgebaut wurde. Einstmals mit drei ausgedehnten Gartenanlagen ausgestattet, ist es heute nur noch eine dachlose Ruine. An Plänen zur Instandsetzung wurde bis 2009 festgehalten.

## Geschichte

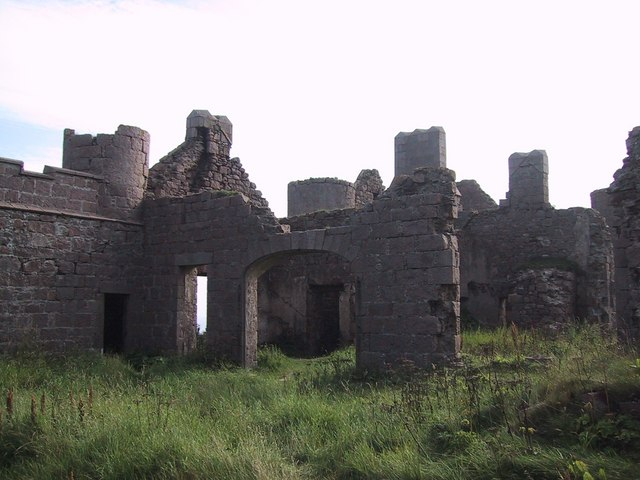
Blick auf das Sandsteinmauerwerk im Schloss

Der Clan Hay war lange Zeit eine sehr mächtige Familie in der Region, so besaß er auch seit dem 14. Jahrhundert die Slains-Ländereien. 1453 wurde der Anführer des Clans, Sir William Hay, von König Jakob II. von Schottland zum Earl of Erroll ernannt. Zu dieser Zeit war der örtliche Herrschaftssitz Old Slains Castle, welches ungefähr acht Kilometer südwestlich von Collieston liegt. 1585 wurde Francis Hay der neunte Earl of Erroll und trat der Römisch-katholischen Kirche bei. Er konspirierte mit anderen katholischen Adligen, inklusive des Earl of Huntly, mit dem er sich 1589 der Rebellion anschloss. Hay war außerdem Unterzeichner der „Spanish Blanks“. Diese Dokumente sahen spanische Hilfe im Religionskonflikt mit England vor und wurden von katholischen Adligen aus Schottland unterzeichnet. Earl Francis Hay wurde 1594 zum Verräter erklärt und Old Slains Castle auf Anweisung König Jakobs VI. von Schottland im Oktober zerstört.
Nach einer Zeit im Ausland kam Hay 1597 nach Schottland zurück und schwor der römisch-katholischen Kirche wieder ab, wodurch er wieder in die Gunst des Königs kam. Er gab das zerstörte Old Slains auf und errichtete ein neues Schloss, bestehend aus einem quadratischen Hauptturm, Gemächern und Innenhof. Obwohl der ursprüngliche Name Bowness Castle war, wurde es später als New Slains Castle bekannt. 1664 wurden die an den Innenhof angrenzenden Gebäudeflügel erweitert und eine Galerie samt Korridor eingerichtet. 1707 wurde die Eingangsfassade erneuert.
1820 heiratete der 18. Earl of Errol William Hay Lady Elizabeth FitzClarence, die uneheliche Tochter von König William IV. und Dorothea Jordan. In den 1830er Jahren beauftragte Hay den Architekten John Smith, das Schloss umzugestalten. So wurde Slains Castle zwischen 1836 und 1837 in ein Schloss des Baronial Stils umgebaut. Dazu gehörten unter anderem eine Außenwandverkleidung aus Granit sowie die Anlegung von Gärten während der späten 1890er Jahre durch den Landschaftsarchitekten Thomas H. Mawson. 1895 besuchte der Autor Bram Stoker die Gegend und war höchstwahrscheinlich Gast auf Slains Castle. Das Schloss gilt daher allgemein als Inspiration für Stokers 1897 erschienenen Roman Dracula.
1913 verkaufte der 20. Earl of Erroll New Slains Castle, das sich zu dieser Zeit mehr als 300 Jahre lang im Besitz seiner Familie befand. Der neue Eigentümer, Sir John Ellerman, der reiche aber verschlossene Besitzer der Ellerman Lines, wohnte allerdings nicht selbst darin, sondern verpachtete es. 1925 ließ man, wie bei so vielen englischen Anwesen und Schlössern, das Dach entfernen, um zusätzliche Steuern zu vermeiden. Seither verfiel es zusehends und ist heute nicht mehr als ein dachloses Mauergerippe.

## Heutiger Zustand
2004 wurde berichtet, Slains Partnership bereite Pläne für die Sanierung und den Umbau des Gebäudes in 35 Urlaubsappartments vor. Im August 2007 wurden die Entwürfe genehmigt und man erhielt Planungserlaubnis vom Aberdeenshire Council. 2009 wurden die Pläne wegen der Konjunkturkrise auf Eis gelegt.

Aus Sicherheitsgründen ist das Gebäude zum Teil eingezäunt worden. Dennoch ist die Ruine frei zugänglich und kann jederzeit auf eigenes Risiko besichtigt werden. 
Im Juni 2013 kam es nahe dem Eingang zu einem tödlichen Unfall bei Slains Castle. Auch wird von einem weiteren Unglück berichtet, das sich bereits im Jahre 1991 ereignete. Warnschilder, die auf die Gefahren an den Klippen entlang des dort verlaufenden Wanderweges hinweisen, sind an vielen Stellen vorhanden.
2018 wurde New Slains Castle als Denkmal der Kategorie B geschützt.